# Gouden Televizier-Ring Gala
Het Gouden Televizier-Ring Gala is een jaarlijks gala waarbij de belangrijkste Nederlandse prijzen voor televisieprogramma's worden uitgereikt. Het gala wordt georganiseerd en op tv uitgezonden door de AVROTROS (tot 2013 door de AVRO). De verkiezing van de Gouden Televizier-Ring wordt georganiseerd door Bindinc., het mediabedrijf achter televisiegids Televizier en de website Televizier.nl. Sinds 2022 kan het publiek alleen nog stemmen via de website TVgids.nl. Het gala vindt plaats in de maand oktober.  
De prijzen die worden uitgereikt zijn de Gouden Televizier-Ring (favoriete programma), de Televizier-Ring Presentator (favoriete presentator of presentatrice), de Televizier-Ring Acteur (favoriete acteur of actrice), de Televizier-Ring Jeugd (favoriete jeugdprogramma, voorheen Gouden Stuiver), de Televizier-Ring Talent (favoriet nieuw talent), de Televizier-Ring Impact en de Televizier-Ring Online-videoserie.

## Presentatie
Het gala is in de loop der jaren door veel (voormalig) AVRO-gezichten gepresenteerd. Een overzicht van de presentatoren bevindt zich hieronder.
- 1973, 1975: Wim Ibo[1][2]
- 1980: Karel Prior[3]
- 1983: Karel Prior[4]
- 1984: Koos Postema
- 1985: Hans van der Togt[5]
- 1986: Martine Bijl[6]
- 1987 - 1988: Hans van der Togt
- 1989: Amanda Spoel
- 1990: Willem Duys
- 1991: Martine Bijl
- 1993: Jos Brink
- 1994: Tineke de Groot
- 1995: Jos Brink
- 1996: Gert-Jan Dröge en Jetske van Staa
- 1997 - 1999: Gert-Jan Dröge
- 2000 - 2001: Bart Peeters
- 2002: Rolf Wouters
- 2003: Angela Groothuizen
- 2004: Tooske Ragas en Winston Gerschtanowitz
- 2005: Tooske Ragas
- 2006: Frits Sissing en Renate Schutte
- 2007: Frits Sissing en Nelleke van der Krogt
- 2008 - 2010: Chantal Janzen
- 2011: Cornald Maas
- 2012: Reinout Oerlemans
- 2013: Kim-Lian van der Meij
- 2014 - 2015: Jan Smit
- 2016: Jan Smit en Art Rooijakkers
- 2017: Art Rooijakkers*
- 2018: Jan Smit en Rik van de Westelaken
- 2019: Rik van de Westelaken en Dionne Stax*
- 2020: Dionne Stax en Frits Sissing
- 2021 - 2022: Jan Smit en Rik van de Westelaken
- 2023 - 2024: Jan Smit en Peter Pannekoek

* In 2017 zou de presentatie net als in 2016 in handen liggen van Jan Smit en Art Rooijakkers, maar Smit trok zich terug omdat hij zelf genomineerd was voor de Gouden Televizier-Ring met Beste Zangers. In 2019 trok Smit zich om dezelfde reden wederom terug; hij werd deze editie vervangen door Dionne Stax.

## Televisieprijzen

### Gouden Televizier-Ring
Sinds 1964 kiest het publiek welk programma op de Nederlandse televisie het beste van het jaar was. Dat programma wint de Gouden Televizier-Ring. Oorspronkelijk mochten dit niet alleen programma's maar ook televisiepersoonlijkheden zijn. Het Nederlandse televisiepubliek kan uit genomineerden zijn favoriet kiezen. In het begin gebeurde dit per post, later kwamen hier telefoon, sms en internet bij. Tot en met 1996 mochten alleen lezers van Televizier meestemmen, daarna iedereen. 
In 2024 won voor het eerst een Belgisch tv-programma de Gouden Televizier-Ring. De Gouden Televizier-Ring ging dat jaar naar het Belgische programma Dwars door de Lage Landen, dat door de VPRO ook in Nederland wordt uitgezonden. De VPRO is co-producent van het programma, waardoor het een nominatie kon ontvangen.
| Jaar | Winnaar | Andere genomineerden |
| ---- | --- | --- |
| 1964 | Stiefbeen en zoon (NCRV) | Rudi Carrell Show (AVRO) Voor de vuist weg (AVRO)                                                                                    |
| 1965 | Onemanshow, Toon Hermans (AVRO) | Kijkt u ook vanavond? (AVRO) Willy & Willeke (AVRO)                                                                                  |
| 1966 | Zo is het toevallig ook nog eens een keer (VARA)                                                                                     | Voor de vuist weg (AVRO) Memorandum van een dokter (NCRV)                                                                            |
| 1967 | Leen Jongewaard (Ja zuster, nee zuster) (VARA)                                                                                       | Hetty Blok (VARA) Joop Doderer (NCRV)                                                                                                |
| 1968 | Niet uitgereikt. | Niet uitgereikt. |
| 1969 | De Fabeltjeskrant (NOS) | De Glazen Stad (NCRV) Dagboek (KRO)                                                                                                  |
| 1970 | 't Schaep met de 5 pooten (KRO) | Floris (NTS) De kleine zielen (NCRV)                                                                                                 |
| 1971 | De kleine waarheid (NCRV) | De Ombudsman (VARA) Willem Duys (AVRO)                                                                                               |
| 1972 | Eén van de acht (VARA) | Willem Duys (AVRO) De Ombudsman (VARA)                                                                                               |
| 1973 | De Berend Boudewijn Kwis (KRO) | Bartje (NCRV) De Ombudsman (VARA) |
| 1974 | Willem Duys (oeuvreprijs, AVRO) | Berend Boudewijn (KRO) Farce Majeure (NCRV)                                                                                          |
| 1975 | Dag Dag Heerlijke Lach (TROS) | Farce Majeure (NCRV) Ted de Braak (NCRV)                                                                                             |
| 1976 | Niet uitgereikt vanwege een opvallend aantal inzendingen met hetzelfde handschrift; de AVRO's Wie-kent-kwis kreeg de meeste stemmen. | Niet uitgereikt vanwege een opvallend aantal inzendingen met hetzelfde handschrift; de AVRO's Wie-kent-kwis kreeg de meeste stemmen. |
| 1977 | Oudejaarsconference Wim Kan (VARA)                                                                                                   | AVRO's Wie-kent-kwis (AVRO) De Willem Ruis Show (KRO)                                                                                |
| 1978 | Dagboek van een herdershond (KRO) | AVRO's Wie-kent-kwis (AVRO) Hollands Glorie (AVRO)                                                                                   |
| 1979 | AVRO's Puzzeluur (AVRO) | De Willem Ruis Show (KRO) Kick Stokhuyzen (NCRV)                                                                                     |
| 1980 | Martine Bijl (TROS) | Kick Stokhuyzen (NCRV) Telebingo (AVRO)                                                                                              |
| 1981 | De Fabriek (TROS) | Zeg 'ns AAA (VARA) André van Duin (TROS)                                                                                             |
| 1982 | Mensen zoals jij en ik (AVRO) | Babbelonië (AVRO) Ja, natuurlijk (NCRV)                                                                                              |
| 1983 | De Weg (KRO) | Opsporing Verzocht (AVRO) |
| 1984 | Zeg 'ns AAA (VARA) | Herenstraat 10 (TROS) De Ted Show (NCRV)                                                                                             |
| 1985 | Playback show (KRO) | De 1-2-3-show (KRO) Elfstedentocht                                                                                                   |
| 1986 | Wedden dat..? (AVRO) | Het wassende water (NCRV) De Appelgaard (KRO)                                                                                        |
| 1987 | In de hoofdrol (AVRO) | Dossier Verhulst (TROS) Reis om de wereld in 80 vragen (AVRO)                                                                        |
| 1988 | Surpriseshow (KRO) | Medisch Centrum West (TROS) Ron's Honeymoon Quiz (TROS)                                                                              |
| 1989 | Doet-ie 't of doet-ie 't niet (VARA)                                                                                                 | Ron's Honeymoon Quiz (TROS) AVRO Service Salon (AVRO)                                                                                |
| 1990 | Ook dat nog! (KRO) (41,9%) | Keek op de week (VPRO) Medisch Centrum West (TROS)                                                                                   |
| 1991 | Vrienden voor het leven (RTL 4) | Goede tijden, slechte tijden (RTL 4) Medisch Centrum West (TROS)                                                                     |
| 1992 | Medisch Centrum West (TROS) | Goede tijden, slechte tijden (RTL 4) In de Vlaamsche pot (Veronica)                                                                  |
| 1993 | All You Need Is Love (Veronica) | Goede tijden, slechte tijden (RTL 4) Love Letters (TROS)                                                                             |
| 1994 | Vrouwenvleugel (RTL 4) | Goede tijden, slechte tijden (RTL 4) De schreeuw van de leeuw (VARA)                                                                 |
| 1995 | Goede tijden, slechte tijden (RTL 4)                                                                                                 | Het Zonnetje in Huis (VARA) Bureau Kruislaan (VARA) Onderweg naar Morgen (TROS/Veronica)                                             |
| 1996 | Oppassen!!! (VARA) | BNN (Veronica) Baantjer (RTL 4) |
| 1997 | Baantjer (RTL 4) | Blik op de weg (NCRV) Villa Felderhof (NCRV)                                                                                         |
| 1998 | Villa Felderhof (NCRV) | Laat de Leeuw (VARA) Unit 13 (VARA)                                                                                                  |
| 1999 | Toen was geluk heel gewoon (KRO) | Laat de Leeuw (VARA) Westenwind (RTL 4)                                                                                              |
| 2000 | Westenwind (RTL 4) | Big Brother (Veronica) Love Letters (TROS)                                                                                           |
| 2001 | Spoorloos (KRO) | Kopspijkers (VARA) Wie is de Mol? (AVRO)                                                                                             |
| 2002 | Kopspijkers (VARA) | Ushi en Van Dijk (SBS6) Wie is de Mol? (AVRO)                                                                                        |
| 2003 | Hart in Aktie (SBS6) | Idols (RTL 4) Life & Cooking (RTL 4)                                                                                                 |
| 2004 | De Bauers (RTL 4) | De Lama's (BNN) Expeditie Robinson (Net5)                                                                                            |
| 2005 | Gewoon Jan Smit (TROS) | Boer zoekt Vrouw (KRO) Hart van Nederland (SBS6) Peter R. de Vries, misdaadverslaggever (SBS6)                                       |
| 2006 | De Lama's (BNN) | Dancing with the Stars (RTL 4) Gooische Vrouwen (Talpa)                                                                              |
| 2007 | De Wereld Draait Door (VARA) (45%)                                                                                                   | Mooi! Weer De Leeuw (VARA) Gooische Vrouwen (Tien)                                                                                   |
| 2008 | Mooi! Weer De Leeuw (VARA) (48%) | Gooische Vrouwen (RTL 4) Op zoek naar Evita (AVRO)                                                                                   |
| 2009 | Gooische Vrouwen (RTL 4) (53%) | Wie is de Mol? (AVRO) Boer zoekt Vrouw Extra (KRO)                                                                                   |
| 2010 | De TV Kantine (RTL 4) (38%) | Wie is de Mol? (AVRO) Ik hou van Holland (RTL 4)                                                                                     |
| 2011 | Voetbal International (RTL 7) (37%)                                                                                                  | Wie is de Mol? (AVRO) The voice of Holland (RTL 4)                                                                                   |
| 2012 | The voice of Holland (RTL 4) (49%)                                                                                                   | Wie is de Mol? (AVRO) Ali B op volle toeren (TROS)                                                                                   |
| 2013 | Wie is de Mol? (AVRO) (49%) | Flikken Maastricht (TROS) Divorce (RTL 4)                                                                                            |
| 2014 | Flikken Maastricht (TROS) (46%) | Penoza III (KRO) SynDROOM (RTL 4) |
| 2015 | SynDROOM (RTL 4) (60%) | Expeditie Robinson (RTL 5) Streetlab (KRO)                                                                                           |
| 2016 | Floortje naar het einde van de wereld (VARA) (64%)                                                                                   | Geer & Goor: Zoeken een hobby! (RTL 4) Penoza IV (KRO-NCRV)                                                                          |
| 2017 | Zondag met Lubach (VPRO) (47%) | Beste Zangers (AVROTROS) Expeditie Robinson (RTL 5)                                                                                  |
| 2018 | Beau Five Days Inside (RTL 4) (52%)                                                                                                  | De Luizenmoeder (AVROTROS) Expeditie Robinson (RTL 5)                                                                                |
| 2019 | Chateau Meiland (SBS6) (55%) | Beste Zangers (AVROTROS) Expeditie Robinson (RTL 5)                                                                                  |
| 2020 | Over Mijn Lijk (BNNVARA) (63%) | Beste Zangers (AVROTROS) Nick, Simon & Kees: Homeward Bound (AVROTROS)                                                               |
| 2021 | De kinderen van Ruinerwold (BNNVARA) (54%)                                                                                           | Een huis vol (KRO-NCRV) Mocro Maffia (Videoland)                                                                                     |
| 2022 | Even tot hier (BNNVARA) (70%) | De Bevers (RTL 5) Het Jachtseizoen (SBS6)                                                                                            |
| 2023 | Oogappels (BNNVARA) (39%) | B&B Vol Liefde (RTL 4) De Oranjezomer (SBS6)                                                                                         |
| 2024 | Dwars door de Lage Landen (VPRO/VRT) (55%)                                                                                           | B&B Vol Liefde (RTL 4/Videoland) Denkend aan Holland (Omroep MAX)                                                                    |

### Zilveren Televizier-Tulp
Van 1992 tot en met 2000 werd tijdens het Gala ook de Zilveren Televizier-Tulp uitgereikt. Deze prijs was bestemd voor het beste buitenlandse programma op de Nederlandse tv.
| Jaar | Winnaar                                       | Andere genomineerden                                                                             |
| ---- | --------------------------------------------- | ------------------------------------------------------------------------------------------------ |
| 1992 | The Flying Doctors (VARA)                     |                                                                                                  |
| 1993 | The Bold and the Beautiful (RTL 4)            |                                                                                                  |
| 1994 | Derrick (TROS)                                |                                                                                                  |
| 1995 | Schone schijn (Keeping up appearances) (TROS) |                                                                                                  |
| 1996 | Commissaris Rex (RTL 4)                       | Mr. Bean (VPRO) ER (AVRO)                                                                        |
| 1997 | ER (AVRO)                                     |                                                                                                  |
| 1998 | Wolff (RTL 4)                                 | Friends (Veronica) ATWT (RTL 4) The Oprah Winfrey Show (RTL 4) The X-Files (RTL) Jambers (RTL 4) |
| 1999 | The Nanny (NCRV)                              |                                                                                                  |
| 2000 | Friends (Veronica)                            |                                                                                                  |

### Gouden Televizier Oeuvre-Ring
De Gouden Televizier Oeuvre-Ring is een prijs voor iemand die zich jarenlang heeft bewezen op de Nederlandse televisie. Sinds 1964 is deze prijs vijf keer uitgereikt. 
Hieronder een overzicht
- 1974 - Willem Duys
- 2009 - Mies Bouwman
- 2015 - Linda de Mol
- 2020 - Ivo Niehe
- 2024 - André van Duin

### Televizier-Ring Presentator
De Televizier-Ring voor favoriete presentator en presentatrice wordt uitgereikt sinds 2000. In 2022 werden deze prijzen samengevoegd tot één prijs. Het is niet toegestaan dat iemand de prijs meer dan drie keer op rij wint. De volgende presentator en presentatrices hebben met deze spelregel te maken (gehad):
- 2006 - Wendy van Dijk (na winst in 2003, 2004 en 2005)
- 2009 - Paul de Leeuw (na winst in 2006, 2007 en 2008)
- 2011 - Yvon Jaspers (na winst in 2008, 2009 en 2010)
- 2017 en 2021 - Chantal Janzen (na winst in 2014, 2015 en 2016 en na winst in 2018, 2019 en 2020)

Chantal Janzen won deze prijs zes keer en heeft hiermee het record in handen. Yvon Jaspers won de prijs vijf keer. Wendy van Dijk en Paul de Leeuw wonnen beide vier keer.
Sinds augustus 2023 wordt de categorie aangeduid als Televizier-Ring, daarvoor heette de prijs de Televizier-Ster (2019) en de Zilveren Televizier-Ster.
De Televisier-Ster Presentator kende twee voorgangers: de Panorama TV Personality Prijs (1997) en De Bewondering (1998-1999). De Televisier-Ster Presentatrice kende er één: de Viva-Ster (1997-1999).
| Jaar | Mannelijke winnaar                    | Andere mannelijke genomineerden                                         | Vrouwelijke winnaar                        | Andere vrouwelijke genomineerden                                   |
| ---- | ------------------------------------- | ----------------------------------------------------------------------- | ------------------------------------------ | ------------------------------------------------------------------ |
| 1997 | Robert ten Brink                      | Ivo Niehe Paul Witteman                                                 | Caroline de Bruijn (RTL 4)                 | Irene van de Laar Yvonne van den Hurk                              |
| 1998 | Rik Felderhof (NCRV)                  | Coen Flink Paul de Leeuw (VARA)                                         | Aldith Hunkar (NOS)                        | Irene van de Laar Ellemijn Veldhuijzen van Zanten                  |
| 1999 | Paul de Leeuw (VARA)                  | Harmen Siezen (NOS) Paul Witteman (VARA)                                | Daniëlle Overgaag (NOS)                    | Judith de Klijn (VOO) Annette Barlo (VARA)                         |
| 2000 | Robert ten Brink (SBS6)               | Ivo Niehe (TROS) Paul de Leeuw (VARA)                                   | Wendy van Dijk (SBS6)                      | Catherine Keyl (RTL 4) Anita Witzier (KRO)                         |
| 2001 | Paul Witteman (VARA)                  | Carlo Boszhard (RTL 4) Jack Spijkerman (VARA)                           | Linda de Mol (TROS)                        | Caroline Tensen (TROS) Angela Groothuizen (AVRO)                   |
| 2002 | Carlo Boszhard (RTL 4)                | Ivo Niehe (TROS) Peter R. de Vries (SBS6)                               | Irene Moors (RTL 4)                        | Wendy van Dijk (SBS6) Anita Witzier (KRO)                          |
| 2003 | Jack Spijkerman (VARA)                | Jochem van Gelder (NCRV) Carlo Boszhard (RTL 4)                         | Wendy van Dijk (SBS6)                      | Irene Moors (RTL 4) Anita Witzier (KRO)                            |
| 2004 | Reinout Oerlemans (RTL 4)             | Rik Felderhof (NCRV) Peter R. de Vries (SBS6)                           | Wendy van Dijk (SBS6)                      | Tooske Breugem (AVRO) Anita Witzier (KRO)                          |
| 2005 | Jochem van Gelder (NCRV)              | Carlo Boszhard (RTL 4) Paul de Leeuw (VARA)                             | Wendy van Dijk (SBS6)                      | Yvon Jaspers (KRO) Anita Witzier (KRO)                             |
| 2006 | Paul de Leeuw (VARA)                  | Patrick Lodiers (BNN) Matthijs van Nieuwkerk (VARA)                     | Yvon Jaspers (KRO)                         | Anita Witzier (KRO) Sophie Hilbrand (BNN)                          |
| 2007 | Paul de Leeuw (VARA)                  | Ruben Nicolai (BNN) Matthijs van Nieuwkerk (VARA)                       | Anita Witzier (KRO)                        | Wendy van Dijk (RTL 4) Yvon Jaspers (KRO)                          |
| 2008 | Paul de Leeuw (VARA)                  | Ruben Nicolai (BNN) Matthijs van Nieuwkerk (VARA)                       | Yvon Jaspers (KRO)                         | Linda de Mol (RTL 4) Sophie Hilbrand (BNN)                         |
| 2009 | Ruben Nicolai (AVRO)                  | Johnny de Mol (Veronica) Matthijs van Nieuwkerk (VARA/NPS)              | Yvon Jaspers (KRO)                         | Linda de Mol (RTL 4) Anita Witzier (KRO)                           |
| 2010 | Jeroen van Koningsbrugge (RTL 4/VPRO) | Joris Linssen (NCRV) Matthijs van Nieuwkerk (VARA/NPS)                  | Yvon Jaspers (KRO/BNN)                     | Linda de Mol (RTL 4) Irene Moors (RTL 4)                           |
| 2011 | Jeroen van Koningsbrugge (RTL 4/AVRO) | Johan Derksen (RTL 7) Johnny de Mol (Veronica)                          | Linda de Mol (RTL 4)                       | Wendy van Dijk (RTL 4) Chantal Janzen (AVRO/RTL 4)                 |
| 2012 | Ali B (TROS)                          | Jeroen van Koningsbrugge (RTL 4) Matthijs van Nieuwkerk (VARA)          | Yvon Jaspers (KRO)                         | Linda de Mol (RTL 4) Wendy van Dijk (RTL 4)                        |
| 2013 | Johnny de Mol (Veronica/SBS6)         | Art Rooijakkers (AVRO) Jeroen van Koningsbrugge (RTL 4)                 | Linda de Mol (RTL 4)                       | Chantal Janzen (RTL 4) Wendy van Dijk (RTL 4)                      |
| 2014 | Humberto Tan (RTL 4)                  | Art Rooijakkers (AVRO) Johnny de Mol (RTL 4/5/7)                        | Chantal Janzen (RTL 4)                     | Floortje Dessing (BNN) Linda de Mol (RTL 4)                        |
| 2015 | Johnny de Mol (RTL 4/RTL 7)           | Humberto Tan (RTL 4) Jeroen van Koningsbrugge (RTL 4/SBS6/BNN/AVROTROS) | Chantal Janzen (RTL 4)                     | Floortje Dessing (BNN) Geraldine Kemper (BNN)                      |
| 2016 | Humberto Tan (RTL 4)                  | Art Rooijakkers (AVROTROS) Johnny de Mol (RTL 4)                        | Chantal Janzen (RTL 4)                     | Floortje Dessing (VARA) Geraldine Kemper (BNN)                     |
| 2017 | Wilfred Genee (RTL 7)                 | Arjen Lubach (VPRO) Beau van Erven Dorens (RTL 4)                       | Eva Jinek (KRO-NCRV)                       | Floortje Dessing (BNNVARA) Geraldine Kemper (BNNVARA)              |
| 2018 | Beau van Erven Dorens (RTL 4)         | Johnny de Mol (RTL 4/SBS6) Humberto Tan (RTL 4)                         | Chantal Janzen (RTL 4)                     | Eva Jinek (KRO-NCRV) Geraldine Kemper (BNNVARA)                    |
| 2019 | Beau van Erven Dorens (RTL 4)         | André van Duin (Omroep MAX) Arjen Lubach (VPRO)                         | Chantal Janzen (RTL 4)                     | Eva Jinek (KRO-NCRV) Floortje Dessing (BNNVARA)                    |
| 2020 | Tim Hofman (BNNVARA)                  | André van Duin (Omroep MAX) Beau van Erven Dorens (RTL 4)               | Chantal Janzen (RTL 4)                     | Eva Jinek (RTL 4) Miljuschka Witzenhausen (RTL 4)                  |
| 2021 | André van Duin (Omroep MAX)           | Arjen Lubach (VPRO) Fred van Leer (RTL 4/Videoland/TLC)                 | Nikkie de Jager (AVROTROS/RTL 4/Videoland) | Hélène Hendriks (SBS6/Veronica/ESPN) Marieke Elsinga (RTL 4/RTL 5) |

| Jaar | Winnaar                | Andere genomineerden                                       |
| ---- | ---------------------- | ---------------------------------------------------------- |
| 2022 | Tim Hofman (BNNVARA)   | Raven van Dorst (BNNVARA) André van Duin (Omroep MAX)      |
| 2023 | Hélène Hendriks (SBS6) | Raven van Dorst (BNNVARA) André van Duin (Omroep MAX)      |
| 2024 | Tim Hofman (BNNVARA)   | André van Duin (Omroep MAX) Ewout Genemans (RTL/Videoland) |

### Televizier-Ring Acteur
De Televizier-Ringen voor favoriete acteur en -actrice worden uitgereikt sinds 2016. In 2018 werden deze prijzen samengevoegd tot één prijs. Sinds augustus 2023 wordt de categorie aangeduid als Televizier-Ring, daarvoor heette de prijs de Televizier-Ster (2019) en de Zilveren Televizier-Ster. Net als bij de Televizier-Ring voor presentator en presentatrice is het niet toegestaan dat iemand de prijs meer dan drie keer op rij wint. De volgende actrice heeft met deze spelregel te maken (gehad):
- 2022 - Elise Schaap (na winst in 2019, 2020 en 2021)

| Jaar | Mannelijke winnaar                 | Andere mannelijke genomineerden                       | Vrouwelijke winnaar      | Andere vrouwelijke genomineerden           |
| ---- | ---------------------------------- | ----------------------------------------------------- | ------------------------ | ------------------------------------------ |
| 2016 | Thom Hoffman (SBS6)                | Achmed Akkabi (RTL 4/RTL 5) Victor Reinier (AVROTROS) | Angela Schijf (AVROTROS) | Isa Hoes (SBS6) Monic Hendrickx (KRO-NCRV) |
| 2017 | Jeroen van Koningsbrugge (BNNVARA) | Erik de Vogel (RTL 4) Thom Hoffman (SBS6)             | Angela Schijf (AVROTROS) | Elise Schaap (RTL 4) Isa Hoes (SBS6)       |

| Jaar | Winnaar                              | Andere genomineerden                                      |
| ---- | ------------------------------------ | --------------------------------------------------------- |
| 2018 | Ilse Warringa (AVROTROS/RTL 4/RTL 5) | Jennifer Hoffman (AVROTROS/SBS6) Lies Visschedijk (RTL 4) |
| 2019 | Elise Schaap (Netflix/SBS6/RTL 4)    | Chantal Janzen (RTL 4) Ilse Warringa (AVROTROS)           |
| 2020 | Elise Schaap (Netflix/SBS6/RTL 4)    | André van Duin (Omroep MAX) Angela Schijf (AVROTROS)      |
| 2021 | Elise Schaap (Netflix/SBS6/RTL 4)    | Angela Schijf (AVROTROS) Frank Lammers (Netflix/SBS6)     |
| 2022 | Frank Lammers (Netflix/SBS6)         | Tygo Gernandt (AVROTROS) Angela Schijf (AVROTROS)         |
| 2023 | Bertrie Wierenga (KRO-NCRV/RTL 4)    | Kim van Kooten (AVROTROS) Robert de Hoog (AVROTROS/RTL 4) |
| 2024 | Frank Lammers (Netflix)              | Elise Schaap (Netflix) Pierre Bokma (EO)                  |

### Zilveren Soap Award
De editie van 2002 kende de Zilveren Soap Award. Hier waren er twee van: één voor mannen en één voor vrouwen. Bas Muijs (RTL 4) was de mannelijke winnaar, en stond tegenover Erik de Vogel (RTL 4) enTeun Kuilboer (RTL 4). Caroline de Bruijn (RTL 4) was de vrouwelijke winnaar, en stond tegenover Aukje van Ginneken (RTL 4) en Victoria Koblenko (RTL 4).

### Televizier-Ring Jeugd
De Gouden Stuiver (voor het beste jeugdprogramma) is genoemd naar de hoofdprijs in het vroegere tv-programma voor kinderen, Stuif es in. Hij wordt uitgereikt sinds 2000. De voorloper van de Gouden Stuiver was de Margriet-kinder-tv-prijs (van 1997 tot en met 1999). Zodra een programma de prijs heeft gewonnen, kan het niet nogmaals genomineerd worden.
Het Klokhuis werd vanaf de instelling van de Gouden Stuiver vrijwel elk jaar (behalve in 2004) genomineerd, maar won pas in 2012.
In 2019 werd de naam Gouden Stuiver veranderd naar Televizier-Ster Jeugd. In 2023 werd de naam Televizier-Ster gewijzigd naar Televizier-Ring.
| Jaar | Winnaar                                         | Andere genomineerden                                   |
| ---- | ----------------------------------------------- | ------------------------------------------------------ |
| 1997 | Telekids (RTL 4)                                | NOS Jeugdjournaal (NOS) Geef Nooit Op (RTL 4)          |
| 1998 | Willem Wever (NCRV)                             | Het Klokhuis (NPS) Geef Nooit Op (RTL 4)               |
| 1999 | Het Klokhuis (NPS)                              | Geef Nooit Op (RTL 4) Teletubbies (TELEAC)             |
| 2000 | Willem Wever (NCRV)                             | Het Klokhuis (NPS) Zaai (VPRO)                         |
| 2001 | Zaai (VPRO)                                     | Het Klokhuis (NPS) Sesamstraat (NPS)                   |
| 2002 | Ernst, Bobbie en de rest (Fox Kids)             | Het Klokhuis (NPS) NOS Jeugdjournaal (NOS)             |
| 2003 | Fox Kids Top 20 (Fox Kids)                      | Het Klokhuis (NPS) NOS Jeugdjournaal (NOS)             |
| 2004 | ZOOP (Nickelodeon)                              | Buya (NCRV) NOS Jeugdjournaal (NOS)                    |
| 2005 | ZipZoo: coördinaat X (AVRO)                     | Buya (NCRV) Het Klokhuis (NPS)                         |
| 2006 | Junior Songfestival (AVRO)                      | Het Klokhuis (NPS) NOS Jeugdjournaal (NOS)             |
| 2007 | Het Huis Anubis (Nickelodeon)                   | De Club van Sinterklaas (Jetix) Het Klokhuis (NPS)     |
| 2008 | SpangaS (NCRV)                                  | Het Klokhuis (NPS) NOS Jeugdjournaal (NOS)             |
| 2009 | NOS Jeugdjournaal (NOS)                         | Het Klokhuis (NPS) Sesamstraat (NPS)                   |
| 2010 | Sesamstraat (NPS)                               | Het Klokhuis (NPS) Taarten van Abel (VPRO)             |
| 2011 | Taarten van Abel (VPRO)                         | Het Klokhuis (NTR) Sinterklaasjournaal (NTR)           |
| 2012 | Het Klokhuis (NTR)                              | Checkpoint (EO) Sinterklaasjournaal (NTR)              |
| 2013 | Sinterklaasjournaal (NTR)                       | Junior Masterchef (Net5) Checkpoint (EO)               |
| 2014 | Checkpoint (EO)                                 | Freek in het wild (VPRO) Wie is de Mol? Junior (AVRO)  |
| 2015 | Freeks wilde wereld (VPRO)                      | Brugklas (AVROTROS) Puberruil (KRO)                    |
| 2016 | Pauls Puber Kookshow (VARA)                     | Brugklas (AVROTROS) Puberruil (KRO-NCRV)               |
| 2017 | Brugklas (AVROTROS)                             | Bommetje XXL (AVROTROS) Hallo, ik heb kanker (EO)      |
| 2018 | De Eindmusical (AVROTROS)                       | Bommetje! (AVROTROS) De Viral Fabriek (Nickelodeon)    |
| 2019 | Zappsport (AVROTROS)                            | CupCakeCup (AVROTROS) Kinderen voor Kinderen (BNNVARA) |
| 2020 | Beestenbrigade (KRO-NCRV)                       | Dropje (NTR) H3L (Videoland)                           |
| 2021 | De zomer van Zoë (AVROTROS)                     | Make-Up Cup (AVROTROS) Mollenstreken (AVROTROS)        |
| 2022 | Hallo, ik heb kanker (EO)                       | Hands Up (KRO-NCRV) Steken en prikken (BNNVARA)        |
| 2023 | Steven & Jamie Kazàn – Road to Vegas (AVROTROS) | H3L (Videoland) Voor het blok (AVROTROS)               |
| 2024 | H3L (Videoland)                                 | Alles Flex (KRO-NCRV) Mollenstreken (AVROTROS)         |

### Televizier-Ring Talent
Sinds 2008 wordt ook een prijs uitgereikt aan het favoriete nieuwe talent, de Televizier Aanstormend Talent Award. De genomineerden voor deze prijs zijn vaak talenten die in dat jaar hun presentatiedebuut maakte. Yolanthe Cabau mocht deze prijs als eerste in ontvangst nemen. Sinds 2019 werd de naam Televizier Aanstormend Talent Award veranderd naar Televizier-Ster Talent. In 2023 werd de naam Televizier-Ster gewijzigd naar Televizier-Ring. 
| Jaar | Winnaar                             | Andere genomineerden                                      |
| ---- | ----------------------------------- | --------------------------------------------------------- |
| 2008 | Yolanthe Cabau van Kasbergen (TROS) | Nicolette Kluijver (BNN) Nicolette van Dam (RTL 4)        |
| 2009 | Lieke van Lexmond (RTL 4)           | Eva Jinek (NOS) Valerio Zeno (BNN)                        |
| 2010 | Jan Kooijman (RTL 4/RTL 5)          | René van der Gijp (RTL 7) Jan Smit (TROS)                 |
| 2011 | Guus Meeuwis (RTL 4)                | Erik Dijkstra (VARA / RTL 7) Rámon Verkoeijen (BNN)       |
| 2012 | Gerard Ekdom (AVRO)                 | Britt Dekker (RTL 5) Kim-Lian van der Meij (AVRO)         |
| 2013 | Kees Tol (TROS)                     | Ferry Doedens (RTL 4/RTL 5) Pieter Derks (NCRV/VARA)      |
| 2014 | Ruud Feltkamp (RTL 4)               | Luuk Ikink (RTL 4) Richard Groenendijk (RTL 4)            |
| 2015 | Jan Versteegh (BNN)                 | Arjen Lubach (VPRO) Luuk Ikink (RTL 4)                    |
| 2016 | Pip Pellens (RTL 5)                 | Gwen van Poorten (BNN) Philippe Geubels (BNN)             |
| 2017 | Marieke Elsinga (RTL 4)             | Anna Nooshin (RTL 5) Özcan Akyol (NTR)                    |
| 2018 | Kaj Gorgels (RTL 4/RTL 5)           | Ellie Lust (AVROTROS) Nienke Plas (RTL 5)                 |
| 2019 | Nienke Plas (KRO-NCRV)              | Frank Jansen & Rogier Smit (SBS6) Holly Mae Brood (RTL 5) |
| 2020 | Martien Meiland (SBS6)              | Bram Krikke (PowNed) Holly Mae Brood (RTL 5)              |
| 2021 | Rob Kemps (BNNVARA/SBS6)            | Monica Geuze (Videoland) Raven van Dorst (BNNVARA/SBS6)   |
| 2022 | Soy Kroon (KRO-NCRV)                | Splinter Chabot (AVROTROS) Giel de Winter (SBS6)          |
| 2023 | Noa Vahle (SBS6/Viaplay)            | Jurre Geluk (BNNVARA) Monica Geuze (RTL 4/Videoland)      |
| 2024 | Merel Ek (SBS6)                     | Estavana Polman (SBS6) Monica Geuze (Videoland)           |

### Televizier-Ring Digital Impact
Sinds 2018 wordt ook een prijs uitgereikt aan het programma, waarvan de bijbehorende website of app het meest gewaardeerd wordt door de stemmers. Sinds 2019 werd de naam Digital Impact Award veranderd naar Televizier-Ster Digital Impact. De prijs werd in 2019 voor het laatst uitgereikt.
| Jaar | Winnaar                        | Andere genomineerden                                   |
| ---- | ------------------------------ | ------------------------------------------------------ |
| 2018 | Wie is de Mol? (AVROTROS)      | Expeditie Robinson (RTL 5) Zondag met Lubach (VPRO)    |
| 2019 | Heel Holland Bakt (Omroep MAX) | Boer zoekt Vrouw (KRO-NCRV) Expeditie Robinson (RTL 5) |

### Televizier-Ring Online-videoserie
Sinds 2019 wordt ook een prijs uitgereikt voor de favoriete online-videoserie (minstens 3 video's). Deze categorie heeft niet direct te maken met televisie maar met online videocontent. 
In 2023 werd de naam Televizier-Ster gewijzigd naar Televizier-Ring.
| Jaar | Winnaar                                         | Andere genomineerden                                               |
| ---- | ----------------------------------------------- | ------------------------------------------------------------------ |
| 2019 | Shitty Diary (Nienke Plas)                      | #BOOS (BNNVARA/Tim Hofman) Jachtseizoen (StukTV)                   |
| 2020 | #BOOS (BNNVARA/Tim Hofman)                      | Politievlogger Jan-Willem (Jan-Willem Schut) Jachtseizoen (StukTV) |
| 2021 | Linda's Kankerverhaal (Linda.nl/Linda Hakeboom) | Giro di Tietema (Tour de Tietema) Jachtseizoen (StukTV)            |
| 2022 | Open Kaart (Robbert Rodenburg)                  | Politievlogger Jan-Willem (Jan-Willem Schut) Onmogelijk (StukTV)   |
| 2023 | Politie 24/7 (Politie)                          | Vlog (Monica Geuze) FOMO Show (KRO-NCRV)                           |
| 2024 | FOMO Show (NPO 3/KRO-NCRV)                      | Politievlog (Politievlogger Jan-Willem) Rondje Binnenhof (NOS)     |

### Televizier-Ring Impact
Sinds 2022 wordt er ook een prijs uitgereikt aan het programma of de online-video die invloed heeft gehad in de Nederlandse samenleving. Programma's, interviews, documentaires of een discussie die een gevoelige snaar raakten bij het publiek, een onderwerp op de agenda zetten of een broodnodige discussie veroorzaakten in de Nederlandse samenleving maken kans. In 2023 werd de naam Televizier-Ster gewijzigd naar Televizier-Ring.
| Jaar | Winnaar                                     | Andere genomineerden                                                         |
| ---- | ------------------------------------------- | ---------------------------------------------------------------------------- |
| 2022 | #BOOS met BOOS: This is The Voice (BNNVARA) | Goede tijden, slechte tijden (RTL 4) Make Up Your Mind (RTL 4)               |
| 2023 | Afscheidsconcert Rob de Nijs (Omroep MAX)   | Kopen Zonder Kijken (RTL 4) Undercover in Nederland (SBS6)                   |
| 2024 | De Joodse Raad (EO)                         | Eurovisie Songfestival (AVROTROS) Ewout in de verslavingskliniek (Videoland) |

### Totalen

#### Aantal prijzen per omroep
| Omroep                      | Gouden Televizier-Ring | Televizier-Ster Presentator | Zilveren Televizier-Ster (man) | Zilveren Televizier-Ster (vrouw) | Gouden Stuiver / Magriet kinderprijs | Oeuvre Award | Televizier Talent Award | Zilveren Televizier Tulp | Totaal aantal prijzen |
| --------------------------- | ---------------------- | --------------------------- | ------------------------------ | -------------------------------- | ------------------------------------ | ------------ | ----------------------- | ------------------------ | --------------------- |
| RTL                         | 12x                    |                             | 7x                             | 6x                               | 2x                                   | 1x           | 4x                      | 3x                       | 35                    |
| AVRO                        | 7x                     |                             | 1x                             | 3x                               | 4x                                   | 1x           | 1x                      |                          | 17                    |
| TROS                        | 5x                     |                             | 1x                             | 1x                               | 1x                                   |              | 1x                      | 2x                       | 11                    |
| VARA                        | 11x                    |                             | 6x                             |                                  | 1x                                   |              |                         | 1x                       | 17                    |
| KRO                         | 9x                     |                             |                                | 6x                               |                                      | 1x           |                         | 1x                       | 17                    |
| NCRV                        | 3x                     |                             | 1x                             |                                  | 3x                                   |              | 1x                      | 1x                       | 9                     |
| SBS                         | 2x                     |                             | 1x                             | 4x                               |                                      |              |                         |                          | 7                     |
| VPRO                        | 2x                     |                             | 1x                             |                                  | 2x                                   |              |                         |                          | 4                     |
| VRT                         | 1x                     |                             |                                |                                  |                                      |              |                         |                          |                       |
| NPS/NTR                     |                        |                             |                                |                                  | 3x                                   |              |                         |                          | 3                     |
| BNN                         | 1x                     |                             |                                | 1x                               |                                      |              |                         |                          | 2                     |
| NOS                         | 1x                     |                             |                                |                                  | 1x                                   |              |                         |                          | 2                     |
| Veronica Omroep Organisatie | 1x                     |                             |                                |                                  |                                      |              |                         | 1x                       | 2                     |
| Fox Kids                    |                        |                             |                                |                                  | 2x                                   |              |                         |                          | 2                     |
| Nickelodeon                 |                        |                             |                                |                                  | 2x                                   |              |                         |                          | 2                     |
| EO                          |                        |                             |                                |                                  | 1x                                   |              |                         |                          | 1                     |
| BNNVARA                     | 2x                     |                             | 1x                             |                                  |                                      |              | 1x                      |                          | 4                     |
| MAX                         |                        |                             | 1x                             |                                  |                                      | 1x           |                         |                          | 2                     |

#### Aantal prijzen per organisatie
| Organisatie        | Gouden Televizier-Ring | Zilveren Televizier-Ster (man) | Zilveren Televizier-Ster (vrouw) | Gouden Stuiver / Margriet kinderprijs | Oeuvre Award | Televizier Talent Award | Zilveren Televizier Tulp | Totaal aantal prijzen |
| ------------------ | ---------------------- | ------------------------------ | -------------------------------- | ------------------------------------- | ------------ | ----------------------- | ------------------------ | --------------------- |
| NPO                | 41x                    | 10x                            | 2x                               | 12x                                   | 4x           | 5x                      | 5x                       | 76                    |
| RTL Nederland      | 12x                    | 7x                             | 6x                               | 2x                                    | 1x           | 4x                      | 3x                       | 35                    |
| SBS Broadcasting   | 2x                     | 1x                             | 4x                               |                                       |              |                         | 1x                       | 8                     |
| VRT                | 1x                     |                                |                                  |                                       |              |                         |                          |                       |
| VIMN (Nickelodeon) |                        |                                |                                  | 2x                                    |              |                         |                          | 2                     |
| Fox Kids           |                        |                                |                                  | 2x                                    |              |                         |                          | 2                     |

## Uitreiking Gouden Televizier-Ring
Hieronder een (niet compleet) overzicht van degenen die de Gouden Televizier-Ring hebben uitgereikt:
- 1977 - Rein van Rooij
- 1982 - Anneke Schat
- 1986 - Martine Bijl
- 1987 - Paul van Vliet
- 1990 - Rein van Rooij
- 1991 - Mies Bouwman
- 1992 - Paul Verhoeven
- 1993 - Elco Brinkman
- 1994 - Ruud Hendriks
- 1995 - Willeke van Ammelrooy
- 1996 - Linda de Mol
- 1997 - Ruby Wax
- 1998 - Rick van der Ploeg
- 1999 - Fran Drescher
- 2000 - Bart de Graaff
- 2001 - Simone Kleinsma
- 2002 - Paul de Leeuw
- 2003 - Jack Spijkerman
- 2004 - Wendy van Dijk
- 2005 - Piet Römer
- 2006 - Paul Verhoeven
- 2007 - Robert ten Brink
- 2008 - Peter R. de Vries
- 2009 - Matthijs van Nieuwkerk
- 2010 - André van Duin
- 2011 - Mies Bouwman
- 2012 - Epke Zonderland
- 2013 - Sacha de Boer
- 2014 - Ilse DeLange
- 2015 - Jette van der Meij en Bartho Braat
- 2016 - Harmen Siezen en Dionne Stax
- 2017 - Robert ten Brink
- 2018 - Maarten van der Weijden
- 2019 - Dione de Graaff en Herman van der Zandt
- 2020 - Matthijs van Nieuwkerk
- 2021 - Sifan Hassan
- 2022 - Rob Kemps
- 2023 - Femke Bol
- 2024 - Gooische Vrouwen

## Radioprijzen
Sinds 2006 worden buiten dit gala om ook publieksprijzen voor de radio uitgereikt:
- De Gouden RadioRing, de prijs voor het beste radioprogramma
- De Zilveren RadioSterren, de prijs voor de beste radiopresentator en radiopresentatrice
- Het Gouden Radio-Oortje, de prijs voor het beste radio-evenement

De radioversie werd geïnitieerd vanuit het inmiddels ter ziele gegane AVRO-mediaprogramma Antenne 2.

## Bijzondere prijzen
- In 1998 en 1999 werd 'De Bewondering' uitgereikt voor de meest opvallende tv-persoonlijkheid (winnaars respectievelijk Rik Felderhof en Paul de Leeuw).
- Van 1997 tot en met 1999 werd de Viva-ster uitgereikt voor de sterkste tv-persoonlijkheid (winnaars: Aldith Hunkar in 1998 en Daniëlle Overgaag in 1999).
- In 2001 werd eenmalig de prijs voor het beste programma in vijftig jaar Nederlandse televisiegeschiedenis uitgereikt aan Swiebertje.
- In 2011 werd Man bijt hond uitgeroepen tot het meest beeldbepalende tv-programma uit zestig jaar Nederlandse tv-geschiedenis.
- In 1974, 2009, 2015, 2020 en 2024 kregen respectievelijk Willem Duys, Mies Bouwman, Linda de Mol, Ivo Niehe en André van Duin een Televizier-Oeuvreprijs toegekend.